# کائو ییفی
کائو ییفی (انگلیسی: Cao Yifei؛ زادهٔ ۲۰ مهٔ ۱۹۸۸) تیرانداز اهل چین است.
وی در مسابقات کشوری و بین‌المللی در مجموع برندهٔ ۲ مدال نقره شده‌است.